# Juan Ramón Tapia
Juan Ramón Tapia Juaristi (Azcoitia, Guipúzcoa; 1943-Oyarzun, 2 de enero de 2018) conocido como Tapia II, fue un jugador español de pelota vasca a mano español, que jugaba en la posición de delantero.
Perteneciente a una saga familiar de deportistas, salto a profesionales en 1961, haciendo su debut en el mismo partido con su hermano menor Fernando Tapia, Tapia I, en la zaga. Su principal arma era la volea, imprimiendo una gran velocidad al juego.
En 1964 fue nombrado el mejor pelotari guipuzcoano del año.